# Herbicidas arco iris

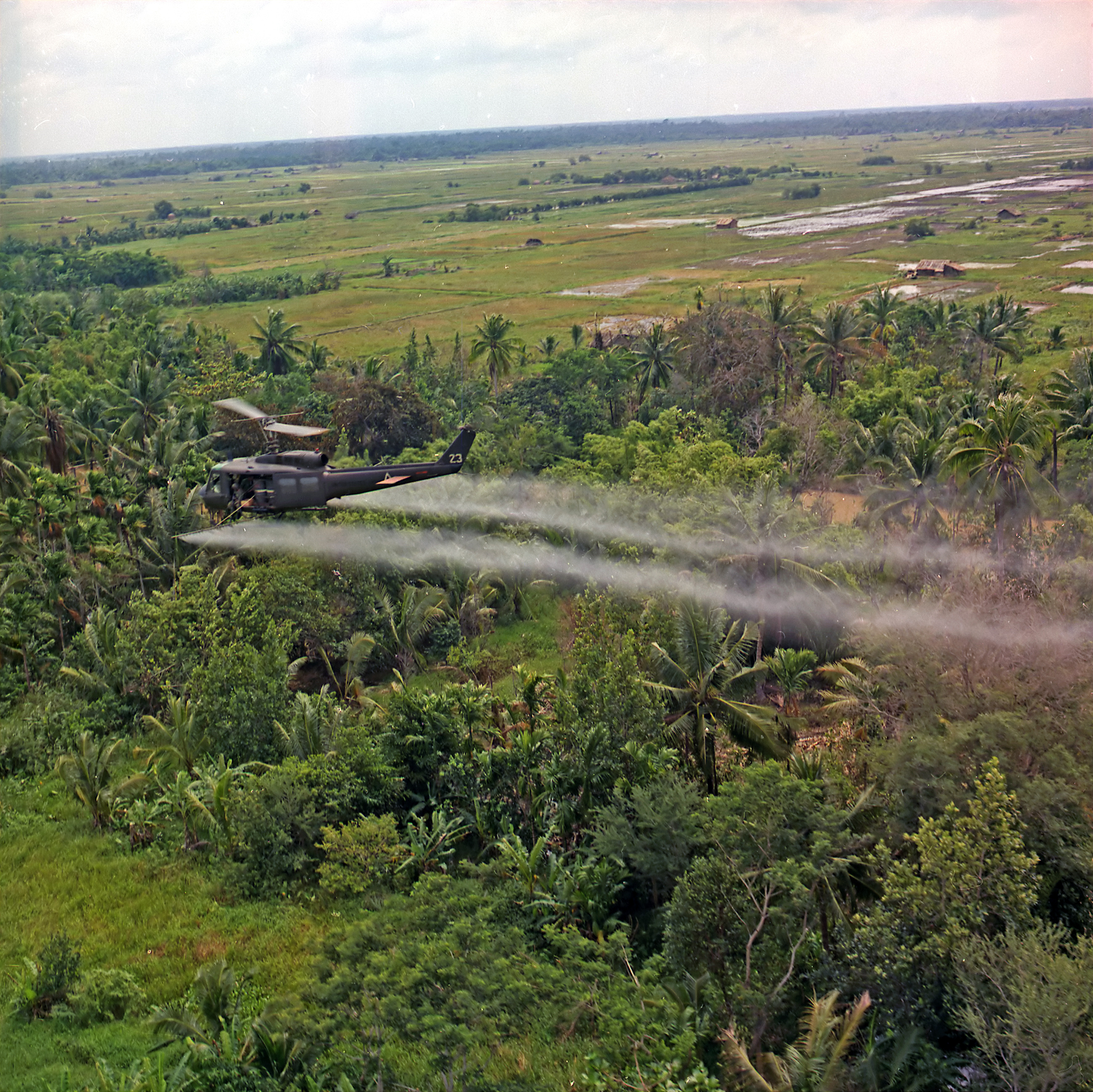
Un helicóptero estadounidense lanzando algún tipo de herbicida arcoíris sobre campos de cultivo vietnamitas en el delta del río Mekong, julio de 1969.

Los herbicidas arco iris son un conjunto de químicos utilizados por el ejército de Estados Unidos en el Sudeste asiático durante la guerra de Vietnam. El éxito de las pruebas de campo del Proyecto AGILE con herbicidas en el sur de Vietnam en 1961 dio lugar al programa de herbicidas conocido como operación Ranch Hand (1962–1971). La guerra con herbicidas es una forma de guerra química, donde el objetivo es destruir el ecosistema basado en plantas para producción alimenticia agrícola, medicinal o destruir el follaje que brinda cobertura a las tropas enemigas.
En Vietnam, en las primeras misiones a gran escala de defoliación (1962-1964) se utilizaron 8208 galones de Agente Verde, 122.792 galones de Agente Rosa, y 145.000 galones de Agente Violeta. Estas cantidades son ínfimas si se comparan con los 11.712.860 galones de Agente Naranja (en sus distintas versiones) utilizados entre 1965 y 1970. El Agente Blanco comenzó a reemplazar al Naranja en 1966 y  se utilizaron 5.239.853 galones. El único de los «herbicidas arco iris»  utilizado a gran escala para atacar los campos de cultivo y la producción de alimentos fue el Agente Azul, del cual se usaron 2.166.656 galones.
Además de probar y utilizar los herbicidas en Vietnam, Laos y Camboya, los militares de Estados Unidos también probaron los «herbicidas arco iris» y muchos otros defoliantes químicos y herbicidas en Estados Unidos, Canadá, Puerto Rico, Corea, India y Tailandia desde mediados de la década de 1940 hasta finales de la década de 1960. Los estudios de persistencia de los Agentes Naranja y Blanco se realizaron en Filipinas. El programa de pruebas de herbicidas en Filipinas fue realizado en colaboración con la Universidad de Filipinas, el Colegio de Técnicas Forestales y fue también descrito en un número de 1969 del The Philippine Collegian, el periódico de la institución. 
Los Agentes Super Naranja y Naranja mejorado fueron probados por representantes de Fort Detrick y Dow Chemical en Texas, Puerto Rico, y Hawái y posteriormente en Malasia en un proyecto colaborativo con el International Rubber Research Institute. El picloram en el Agente Blanco y en el Super Naranja fue contaminado con Hexaclorobenceno (HCB), un carcinógeno tipo dioxina.

## Químicos utilizados
Los agentes utilizados en el sudeste de Asia, sus ingredientes activos y los períodos durante los cuales se los utilizaron fueron:
- Agente Rosa: 60% - 40% n-butil: isobutilo ester de 2,4,5-T utilizado entre 1961 y 1965.
- Agente Verde: (n-butil ester 2,4,5-T) no está claro cuándo fue utilizado aunque se cree que su uso coincidió con el del Agente Rosa.
- Agente Violeta: 50% n-butil ester de 2,4-D, 30% n-butil ester de 2,4,5-T, 20% isobutil ester de 2,4,5-T utilizado entre 1962 y 1965.
- Agente Azul (Phytar 560G): ácido cacodílico y cacodilato de sodio utilizado desde 1962 y hasta 1971 en polvo y en solución acuosa[7]
- Agente Blanco (Tordon 101): 21.2% (porcentaje en peso de ácido) triisopropanolamina sales de 2,4-D y 5.7% picloram utilizado entre 1966 y 1971.[7][8]
- Agente Naranja o Herbicida Naranja, (HO): 50% n-butil ester 2,4-D y 50% n-butil ester 2,4,5-T utilizado desde 1965 hasta 1970.
- Agente Naranja II:50% n-butil ester 2,4-D y 50% isooctil ester 2,4,5-T utilizado desde 1968.[9][10]
- Agente Naranja III: 66.6% n-butil 2,4-D y 33.3% n-butil ester 2,4,5-T.[11]
- Agente Naranja mejorado, Orange Plus, o Super Naranja (SO), o Herbicida de DOW M-3393: mezcla de Agente Naranja estandarizada de 2,4-D y 2,4,5-T combinado con una mezcla de base aceitosa de picloram, un producto de Dow Chemical denominado Tordon 101, un ingrediente del Agente Blanco.[5][12]